# Onthophagus leucopygus
Onthophagus leucopygus är en skalbaggsart som beskrevs av Edgar von Harold 1867. Onthophagus leucopygus ingår i släktet Onthophagus och familjen bladhorningar. Inga underarter finns listade i Catalogue of Life.